# Juratyrant
Juratyrant („Jurský tyran") byl vývojově primitivní tyranosauroid (teropodní dinosaurus), který žil na území dnešní Velké Británie v období svrchní jury (asi před 149 miliony let).

## Popis
Jednalo se o středně velkého teropodního dinosaura, dosahujícího délky asi 5 metrů a hmotnosti kolem 500 kilogramů. Byl lovcem menších až středně velkých býložravých dinosaurů.

## Objev
Fosilie tohoto dinosaura byly objeveny roku 1984 ve vrstvách Kimmeridge Clay (raný tithon, zóna amonita Pectinatites pectinatus, stáří asi 149,3 - 149,0 milionů let) v Dorsetu. Objeveny byly dobře zachované části kostry, včetně kompletní pánve. Původně byl "Juratyrant" popsán paleontologem Rogerem Bensonem jako Stokesosaurus langhami v roce 2008. Druhové jméno bylo zvoleno na počest objevitele, komerčního sběratele fosílií Petera Langhama. Později se však ukázalo, že nemuselo jít o stejný rod dinosaura jako typový S. clevelandi a v roce 2013 byl S. Brusattem a R. Bensonem překlasifikován do samostatného rodu "J." langhami.

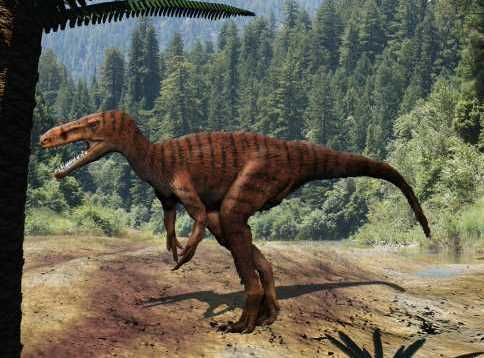
Rekonstrukce vzezření a přirozeného ekosystému juratyranta.